# УСТ Пролом (Етлінген)
УСТ «Пролом» (Українське Спортове Товариство «Пролом») — українське спортивне товариство з німецького міста Етлінген.
Після переїзду частини табору з Мангайму в 1946 р. діяла в Етлінгені в українському таборі Енсембл Сентр (2100 осіб) з починів Петра Согуйка і інж. Степана Дроздовського спочатку спортова секція, яка щойно 19 липня 1947 року перетворилася в окреме товариство під головуванням інж. Дроздовського.
Членів — 86 осіб.
Чинні секції:
- волейбол чоловіків — 25 змагань і 1 турнір та участь в обласних турнірах від осені 1947 р.,
- баскетбол чоловіків — 9 змагань і 1 турнір та участь в обласному турнірі в 1947 р.,
- баскетбол жінок — 1 змагання,
- туристика — 1 краєзнавча прогулька,
- настільний теніс — 6 змагань,
- легка атлетика — тренування, 15 ВФВ в 1947 р.,
- футбол — 18 ігор, участь в обласній лізі,
- культурно-освітня праця — 3 реферати.
Молоде товариство розпланувало працю, яку доцільно і послідовно провадило. Перешкодою в розвитку праці були далекі віддалі від українських таборів.